# Kathedrale von Newcastle upon Tyne (anglikanisch)

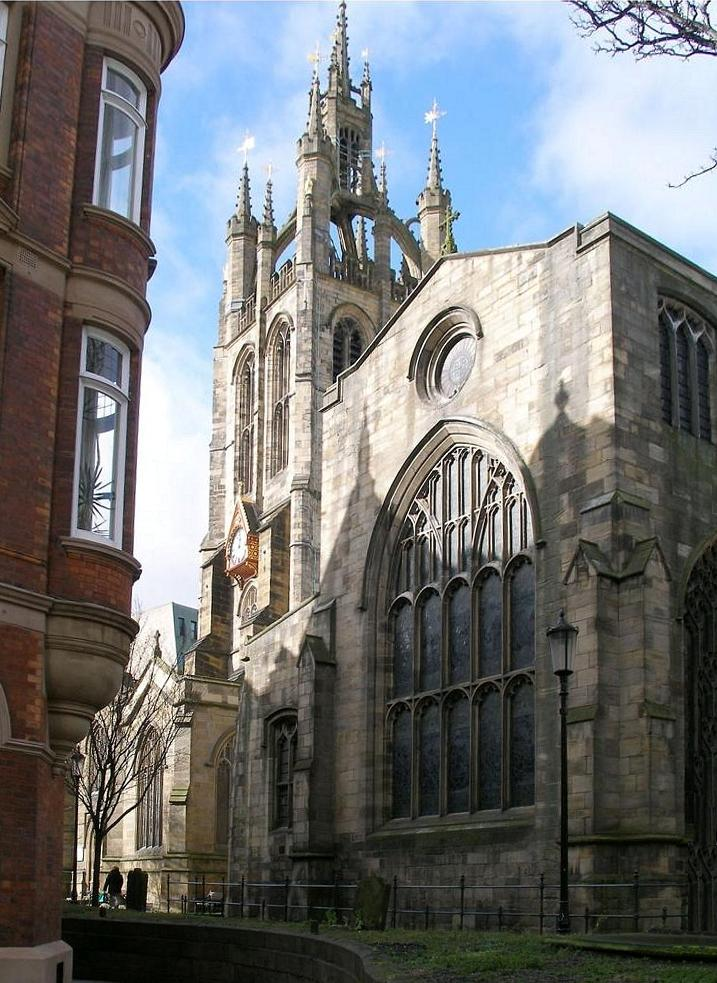
St.-Nikolaus-Kathedrale in Newcastle

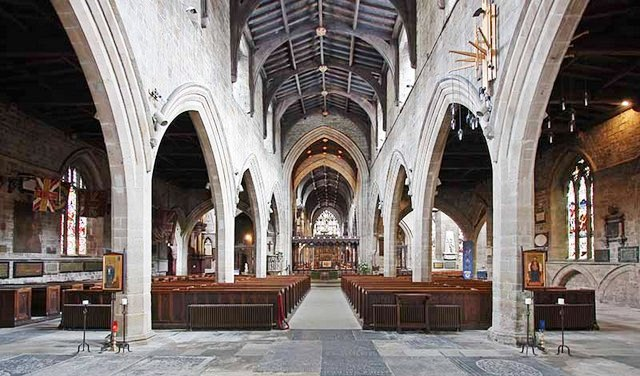
Inneres

Die Kathedrale von Newcastle upon Tyne (Cathedral Church of St Nicholas) ist die Bischofskirche der anglikanischen Diözese Newcastle in der nordostenglischen Stadt Newcastle upon Tyne. Die in mehreren Bauphasen zwischen 1250 und 1500 errichtete gotische Basilika beherrscht mit ihrem markanten Turm die Stadtsilhouette. Sie ist als Grade-I-Bauwerk gelistet.

## Geschichte, Architektur
Bald nach dem Bau der normannischen Burg von Newcastle im Jahr 1080 entstand auch die erste Pfarrkirche an heutiger Stelle. 1194 ist sie als St.-Nikolaus-Kirche erwähnt. Um dieselbe Zeit wurde der Holzbau durch eine Steinkirche ersetzt, die in den folgenden Jahrzehnten zweimal niederbrannte und vergrößert wieder aufgebaut wurde. Ende des 14. Jahrhunderts wurde sie erhöht und mit einem Obergaden versehen. Damit war die Gestalt der langgestreckten Basilika mit Querhaus erreicht. Ende des 15. Jahrhunderts wurde der Turm mit der charakteristischen durchbrochenen Krone hinzugefügt.
Schon zur Zeit der englischen Reformation gab es Bestrebungen, Newcastle zum Bischofssitz zu machen, aber erst 1882 wurde die neue Diözese aus Gebieten der Diözese Durham gebildet und St Nicholas zur Kathedrale erhoben.

## Ausstattung
Im späten 18. und im 19. Jahrhundert erfolgte eine vollständige Neugestaltung des Inneren. Die meisten Grabmäler wurden entfernt, eine Neuausstattung mit schmuckvollen Steinmetz- und Holzschnitzarbeiten und ein Zyklus von Bildfenstern wurden geschaffen.

### Orgel

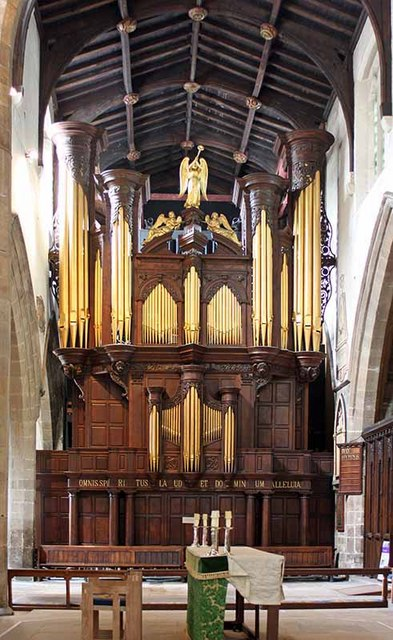
Blick auf die Hauptorgel

Die Orgel geht zurück auf ein Instrument, das 1670 von dem Orgelbauer Harris erbaut worden war. Erhalten ist bis heute das ursprüngliche Orgelgehäuse, welches zwei Manualwerke barg. 1767 wurde das Instrument von dem Orgelbauer Snetzler reorganisiert, und im Laufe des 19. Jahrhunderts mehrfach überarbeitet und erweitert. 1880 wurde ein neues Instrument errichtet, wobei Pfeifenmaterial aus dem Vorgängerinstrument wiederverwendet wurde. Die Orgel umfasste 58 Register auf vier Manualen und Pedal, mit röhren-pneumatischen Trakturen. Nach weiteren Umbauten und Erweiterungen erhielt die Orgel im Jahre 1981 durch die Orgelbauer Nicholson & Co. (Worcester) ihre heutige Gestalt, mit 94 Registern, verteilt auf sieben Einzelwerke. Das Instrument besteht aus zwei selbständigen Orgeln: Der Hauptorgel mit vier Manualwerken und Pedal, und die Chororgel, mit zwei Manualwerken und Pedal. Das Instrument lässt sich von zwei Spieltischen aus ansteuern.
| I Chaire C–c4      |        |
| Italian Principale | 8′     |
| Stopped Flute      | 8′     |
| Spitz Flote        | 4′     |
| Rohr Flote         | 4′     |
| Nazard             | 2 ⁄3′  |
| Recorder           | 2′     |
| Tierce             | 1 3⁄5′ |
| Ciderne III        |        |
| Cremona            | 8′     |

| II Great C–c4    |        |
| Subbass          | 32′    |
| Principal        | 16′    |
| Bourdon          | 16′    |
| Principal        | 8′     |
| Viola da Gamba   | 8′     |
| Stopped Diapason | 8′     |
| Hohl Flote       | 8′     |
| Octave           | 4′     |
| Gemshorn         | 4′     |
| Flute Harmonique | 4′     |
| Grosse Tierce    | 3 1⁄5′ |
| Quint            | 2 ⁄3′  |
| Super Octave     | 2′     |
| Cor de Nuit      | 2′     |
| Sesquialtera II  |        |
| Fourniture IV-V  |        |
| Bombarde         | 16′    |
| Trumpet          | 8′     |
| Clarin           | 4′     |

| III Swell C–c4   |     |
| Contra Viole     | 16′ |
| Diapason         | 8′  |
| Flute            | 8′  |
| Gambe            | 8′  |
| Voix Celeste     | 8′  |
| Prestant         | 4′  |
| Flute Octaviante | 4′  |
| Doublette        | 2′  |
| Plein Jeu IV-V   |     |
| Cymbale III      |     |
| Hautbois         | 8′  |
| Voix Humaine     | 8′  |
| Basson           | 16′ |
| Trompette        | 8′  |
| Clarion          | 4′  |
| Tremulant        |     |

| IV Bombarde C–c4   |        |
| Lieblich Bourdun   | 16′    |
| Lieblich Gedeckt   | 8′     |
| Lieblich Flote     | 4′     |
| Quint Flote        | 2 ⁄3′  |
| Lieblich Piccolo   | 2′     |
| Tertia             | 1 3⁄5′ |
| Flageolet          | 1 ⁄3′  |
| Mounted Cornet V   |        |
| Bombarde           | 16′    |
| Trumpet            | 8′     |
| Clarin             | 4′     |
| Tuba Farrelliensis | 8′     |
| Tremulant          |        |

| Pedal C–g1       |         |
| Double Open Bass | 32′     |
| Major Bass       | 16′     |
| Principal Bass   | 16′     |
| Violon           | 16′     |
| Sub Bass         | 16′     |
| Quint            | 10 2⁄3′ |
| Octave           | 8′      |
| Holz Principal   | 8′      |
| Bass Flute       | 8′      |
| Octave Quint     | 5 1⁄3′  |
| Choral Bass      | 4′      |
| Mixture IV       |         |
| Bombardon        | 32′     |
| Ophicleide       | 16′     |
| Bombarde         | 16′     |
| Posaune          | 8′      |
| Tuba             | 4′      |

| I Choir Swell Organ C–c4 |     |
| Salicional               | 8′  |
| Unda Maris               | 8′  |
| Claribel Flute           | 8′  |
| Spitz Principal          | 4′  |
| Wald Flute               | 2′  |
| Mixture III              |     |
| Double Trumpet           | 16′ |
| Cornopean                | 8′  |

| Choir Great Great C–c4 |        |
| Contra Dulciana        | 16′    |
| Open Diapason          | 8′     |
| Flute                  | 8′     |
| Geigen Principal       | 4′     |
| Octave Flute           | 4′     |
| Twelfth                | 2 ⁄3′  |
| Fifteenth              | 2′     |
| Seventeenth            | 1 3⁄5′ |
| Nineteenth             | 1 ⁄3′  |
| Twenty Second          | 1′     |
| Corno di Bassetto      | 8′     |

| Choir Pedal Organ C–g1 |     |
| Bourdon                | 16′ |
| Flute                  | 8′  |
| Octave Flute           | 4′  |